# Anthony McAuliffe
Anthony Clement „Nuts“ McAuliffe (2. července 1898 – 11. srpna 1975) byl brigádní generál armády Spojených států, který si získal věhlas úřadujícího velitele divize vojsk 101. výsadkové divize hájící Bastogne (Belgie) a během druhé světové války v bitvě o Výběžek.
Po bitvě v Ardenách byl McAuliffe povýšen na generálmajora a pověřen velením jeho vlastní 103. pěší divize, kterou vedl od ledna 1945 do července 1945. Dne 3. května 1945 obsadila 103. divize Innsbruck v rakouských Alpách.